# Wilhelm Hogrefe

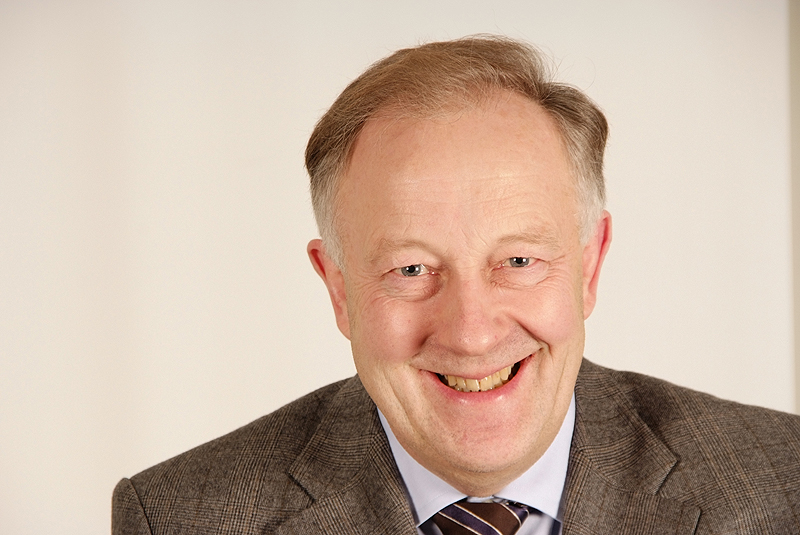
Wilhelm Hogrefe im November 2009

Wilhelm Hogrefe (* 15. April 1949 in Luttum) ist ein deutscher Kommunalpolitiker (CDU) und war Mitglied des Niedersächsischen Landtags.

## Leben und Wirken
Wilhelm Hogrefe machte eine landwirtschaftliche Ausbildung und studierte danach Landbau an der Ingenieurakademie in Celle. Anschließend folgte noch ein Biologie- und Chemie-Studium an der Universität Braunschweig. Seit 1994 ist er Landwirt. Er ist verheiratet und hat zwei Töchter.
1970 war er Gründungsvorsitzender der Jungen Union des Kreisverbandes Verden. Seit 1972 ist er Kreistagsabgeordneter. Von 1988 bis Ende 2008 war Hogrefe Vorsitzender des CDU-Kreisverbandes Verden. Er ist Mitglied des Bezirksvorstandes der CDU im Elbe-Weser-Raum und Vorsitzender der CDU-Fraktion im Verdener Kreistag. Seit 1994 war er Mitglied im Niedersächsischen Landtag, wo er in verschiedenen Ausschüssen tätig wurde. Zuletzt war er Sprecher seiner Fraktion im Ausschuss für Bundes- und Europaangelegenheiten und Medien. Er ist bei der Landtagswahl 2013 nicht wieder angetreten.
2016 wurde Hogrefe mit dem Bundesverdienstkreuz der Bundesrepublik Deutschland ausgezeichnet.